# Filey
Filey ist eine Kleinstadt in der englischen Unitary Authority North Yorkshire. Der ganz im Osten der Grafschaft an der Nordseeküste befindliche Ferienort hatte laut Volkszählung 2022 insgesamt 7.080 Einwohner.

## Geographie
Filey ist das östliche Ende des Cleveland Way, eines Weitwanderwegs, der in Helmsley beginnt und die North York Moors tangiert. Ein zweiter Weitwanderweg, der Yorkshire Wolds Way, führt von hier über die Yorkshire Wolds nach Hessle an das Nordufer des Humber. Zudem führt der Great Yorkshire Bike Ride von Wetherby hierher.

## Geschichte
Der Name der Stadt suggeriert einen anglischen Ursprung, wodurch eine Besiedlung der Gegend seit etwa 800 n. Chr. wahrscheinlich ist.

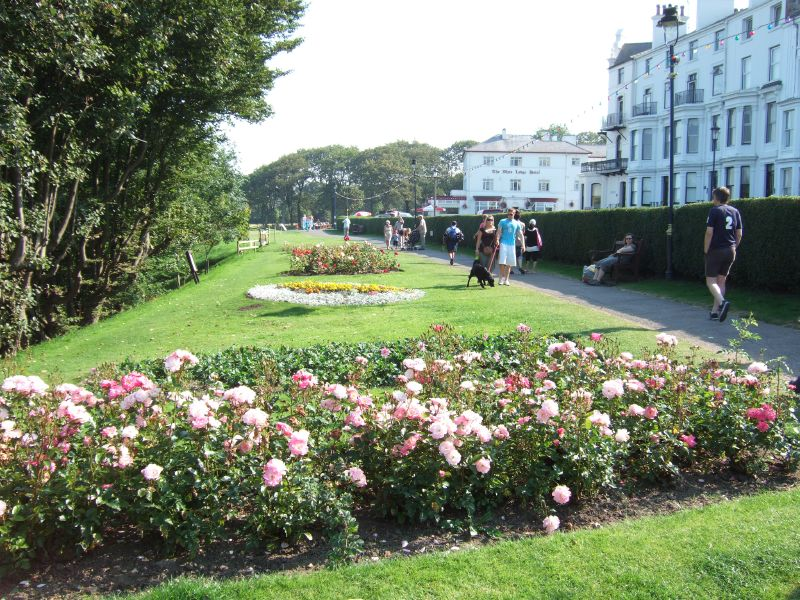
Garten in Filey

Das Heimatmuseum Fileys befindet sich im ältesten Gebäude der Stadt; es wurde 1696 erbaut. Lange Zeit war Filey nur ein kleines Fischer- und Bauerndorf mit ein paar hundert Einwohnern. Im 18. Jahrhundert entwickelte sich der Ort zu einem Naherholungsgebiet für die Menschen aus Scarborough. Im frühen 19. Jahrhundert wurde mit dem Foords Hotel das erste zweckgebundene Hotelgebäude errichtet. Mit der durchgehenden Eröffnung der Yorkshire Coast Line 1847 erlangte Filey einen Bahnanschluss, was das Wachstum des Ortes beschleunigte.
Mehr als 40 Jahre lang war der Ferienpark Butlin’s Filey eine wichtige Erwerbsquelle für die Stadt. Der Bau des Parks begann 1939, wurde dann aber während des Zweiten Weltkrieges als R.A.F. Hunmanby Moor zu einer Militärbasis umgewandelt. Nach dem Krieg wurde das Gelände dann jedoch wieder als Urlaubsresort genutzt und bekam 1947 einen eigenen Bahnanschluss durch den Bau einer Stichstrecke von der bereits bestehenden Eisenbahnlinie. Ende der 1950er Jahre fasste das Urlaubslager 11.000 Besucher pro Woche; als größter von insgesamt neun dieser Art bediente er so einen günstigen Massentourismus innerhalb der Britischen Inseln. Nachdem man aufgrund des gestiegenen Individualverkehrs zum Lager im Jahr 1977 die Stichstrecke stilllegen musste, wurde das Resort 1984 aufgrund zu geringer Besucherzahlen geschlossen und in den Jahren bis 2003 abgerissen.

## Verkehr

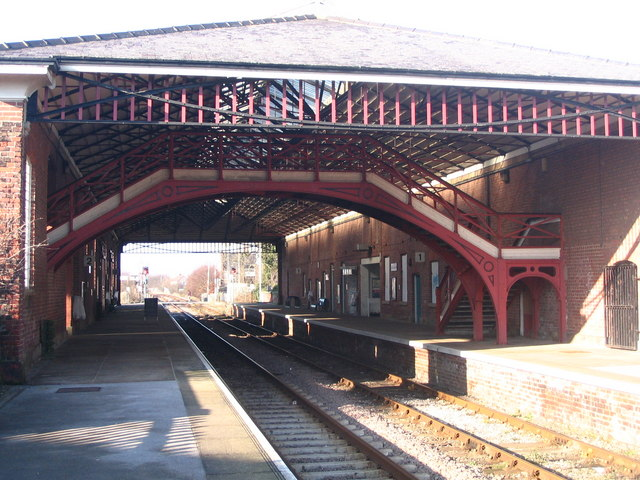
Bahnhof Filey

Filey liegt an der A165 (Burniston–Hull) und ist Ausgangspunkt der A1039 in Richtung Malton und York.
Die Stadt besitzt einen Bahnhof an der Yorkshire Coast Line von Scarborough nach Hull.
Von 1947 bis 1977 bestand südlich von Filey eine kurze Stichstrecke zum Bahnhof Filey Holiday Camp, welcher aus zwei Inselbahnsteigen mit vier Gleisen bestand. Wurde er anfangs im Sommerhalbjahr von Urlaubern rege genutzt, so nahm seine Bedeutung aufgrund der zunehmenden Motorisierung der Bevölkerung in der Folgezeit zusehends ab. Aus wirtschaftlichen Gründen musste der Bahnhof schließlich stillgelegt werden; der letzte Zug verkehrte am 17. Juli 1977. Heute sind nur noch die Bahnsteige sowie vereinzelte Laternenmasten zu erkennen.

## Persönlichkeiten
- Leo Blair (* 1923), Dozent der Rechtswissenschaften an der University of Durham und Vater von Tony Blair
- Arthur Mayo-Robson (1853–1933), Chirurg